# Semomesia ionima
Semomesia ionima är en fjärilsart som beskrevs av Hans Ferdinand Emil Julius Stichel 1910. Semomesia ionima ingår i släktet Semomesia och familjen Riodinidae. Inga underarter finns listade i Catalogue of Life.